# Larche (Corrèze)
Larche é uma comuna francesa na região administrativa da Nova Aquitânia, no departamento de Corrèze. Estende-se por uma área de 5,74 km². Em 2010 a comuna tinha 1 628 habitantes (densidade: 283,6 hab./km²).